# Harvey C. Smith

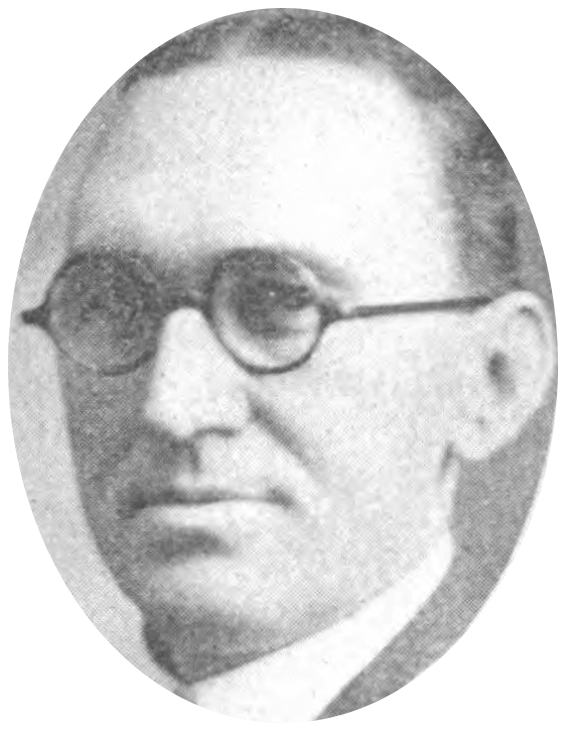
Harvey C. Smith

Harvey C. Smith (* 7. Juli 1874 in Coshocton, Ohio; † 26. Mai 1929 in Columbus, Ohio) war ein US-amerikanischer Lehrer, Zeitungsverleger, Jurist und Politiker (Republikanische Partei). Er war von 1919 bis 1923 Secretary of State von Ohio.

## Werdegang
Harvey C. Smith wurde ungefähr neun Jahre nach dem Ende des Bürgerkrieges im Coshocton County geboren. Die Familie Smith zog in seiner Kindheit nach Muskingum County (Ohio). Über seine Jugendjahre ist nichts bekannt. Smith war als Lehrer und Zeitungsverleger tätig, bevor er drei Amtszeiten nacheinander zum Nachlassrichter im Muskingum County gewählt wurde, wo er großes Ansehen im Staat genoss. Er wurde 1918 zum Secretary of State gewählt und 1920 wiedergewählt.
Harvey C. Smith war mit Cora E. Littick verheiratet. Das Paar hatte einen Sohn namens Clyde. Er verstarb 1929 in Columbus (Ohio) und wurde dann auf dem Woodlawn Cemetery in Zanesville (Ohio) beigesetzt.